# Klaas Visker
Klaas Visker (Nieuweschans, 7 oktober 1899 - Winschoten, 31 augustus 1985) was een Nederlandse architect, die werkzaam was in de provincie Groningen. Hij was een zoon van een timmerman. Met zijn collega Jan Kruijer (1889-1965) had hij in Winschoten het architectenbureau Kruijer en Visker. Een viertal door hen ontworpen woonhuizen is aangewezen als rijksmonument. Visker ontwierp verder onder meer het restaurant-motel E-10 aan de Rijksstraatweg in Zwartewegsend/Rijperkerk. Dit gebeurde in opdracht van zijn zoon Jan Visker, de uitbater van deze horeca-gelegenheid.

## Werken (selectie)
- 1934: Woonhuis De Koepel, Winschoten (met J. Kruijer)[1]
- 1936: Woonhuis Nia Domo, Winschoten (met J. Kruijer)[2]
- 1937: Woonhuis, Winschoten (met J. Kruijer)[3]
- 1937: Woonhuis, Noordbroek (met J. Kruijer)[4]
- 1961: Hotel-restaurant/motel E-10, Rijperkerk[5]